# Gazebo (simulador)
Gazebo é um simulador de robótica 3D de código aberto. Gazebo foi um componente do Projeto Player de 2004 a 2011. Gazebo integra o motor de física ODE, renderização OpenGL e código de para simulação de sensores e controle de atuadores. Em 2011, Gazebo tornou-se um projeto independente apoiado pela Willow Garage. Em 2012, a Open Source Robotics Foundation (OSRF) tornou-se a administradora do projeto Gazebo.
Gazebo pode usar vários motores de física de alto desempenho, como ODE, Bullet, etc (o padrão é ODE). Ele fornece renderização realista de ambientes, incluindo iluminação, sombras e texturas de alta qualidade. Ele pode modelar sensores que "vêem" o ambiente simulado, como laser range finders, câmeras (incluindo fish-eye), sensores estilo Kinect, etc.